# Dos ilusiones
Dos Ilusiones es una película argentina dirigida por Martín Lobo y protagonizada por Matías Santoianni, Claudia Albertario y Gerardo Romano. Fue estrenada el 12 de agosto de 2004.

## Sinopsis
Heriberto es un joven que viene del interior a Buenos Aires porque cree haber sido elegido para protagonizar una película. Sin embargo, una vez aquí ve que todo fue un engaño y conoce a Cynthia, que también fue engañada.

## Reparto
- Matías Santoianni como Heriberto
- Claudia Albertario como Cynthia Berlín
- Gerardo Romano como Roger
- Juan Acosta como Mandolini
- Carlos Portaluppi como Denarca
- Aldo Barbero como Rudi
- Diego Capusotto como G. Terragño
- Ana María Giunta como Yolanda
- Roberto Catarineu como Comisario
- Patricia Kraly como Clienta chanchos
- Adriana Mascialino como Secretaria Denarca
- Irene Almus como Maquilladora
- Gaston Pratt como Garcia Berros
- Mucio Manchini como Periodista fotógrafo
- Marcelo Melingo como Malo telenovela
- Martín Pavlovsky como Director of manifestación
- Marcelo Córdoba como Sadomasoquista